# Burg Herrenzimmern (Niederstetten)
Die Burg Herrenzimmern ist eine abgegangene Wasserburg in der Gemarkung von Herrenzimmern, einem Stadtteil von Niederstetten im Main-Tauber-Kreis in Baden-Württemberg.

## Geschichte
Die Burg wurde erstmals um das Jahr 1200 (13. Jahrhundert) erwähnt. Sie diente dem Ortsadel, den Herren von Zimmern, von 1219 bis etwa 1400 als Sitz. Die Burg wurde im Jahre 1347 ein weiteres Mal erwähnt. Um das Jahr 1450 wurde die Burg zerstört. Erhalten geblieben sind von der ehemaligen Wasserburg im Süden des Ortes nur geringe Mauerreste und Gräben.